# Galumna microsulcata
Galumna microsulcata är en kvalsterart som först beskrevs av Nambiyath Puthansurayil Balakrishnan 1985.  Galumna microsulcata ingår i släktet Galumna och familjen Galumnidae. Inga underarter finns listade i Catalogue of Life.